# Catedral de Santa Catalina de Ricci (Guantánamo)
La Catedral de Santa Catalina de Ricci o simplemente Catedral de Guantánamo es el nombre que recibe un edificio religioso afiliado a la Iglesia Católica y que se encuentra ubicado frente al Parque Martí, en la localidad de Guantánamo en la provincia homónima en la isla caribeña y nación de Cuba.
La construcción del templo comenzó en 1837 paralizando brevemente y siendo reiniciado en 1839 y fue bendencida en 1842 cuando Cuba todavía se encontraba bajo el dominio del Imperio Español. En 1953 se le añadió una torre y entre 1959 y 1960 se le hicieron reparaciones de importancia.
Sigue el rito romano o latino y es la iglesia principal de la Diócesis de Guantánamo-Baracoa (Dioecesis Guantanamensis-Baracoensis) creada en 1998 mediante la bula Spirituali Christifidelium del papa Juan Pablo II.

## Véase también

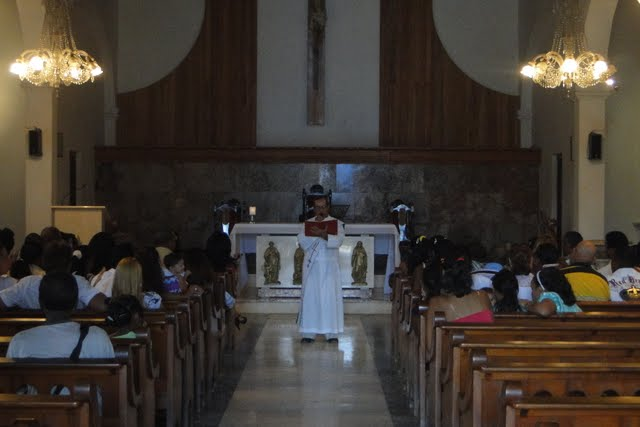
Vista interna